# ジークブルク

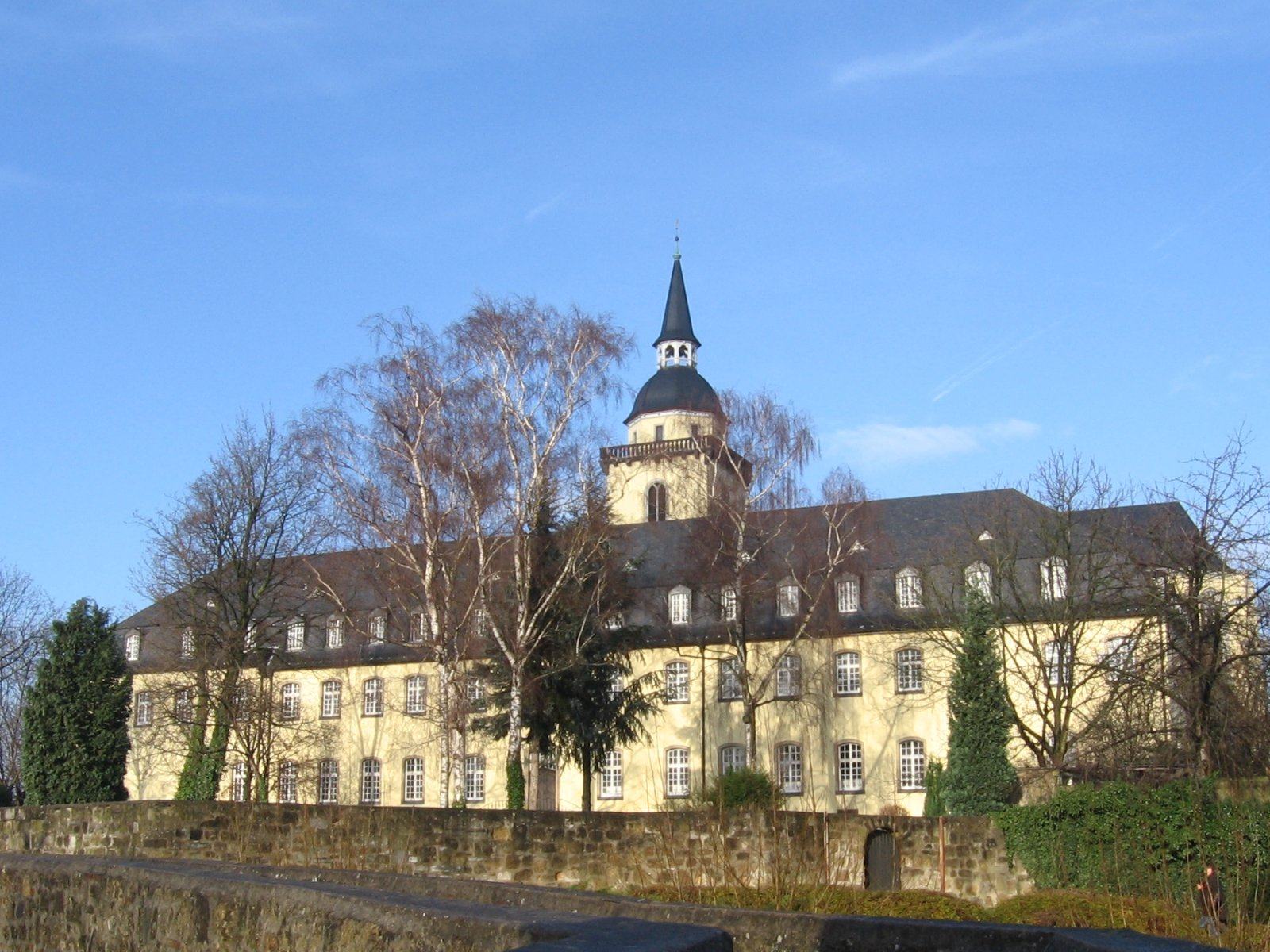
修道院

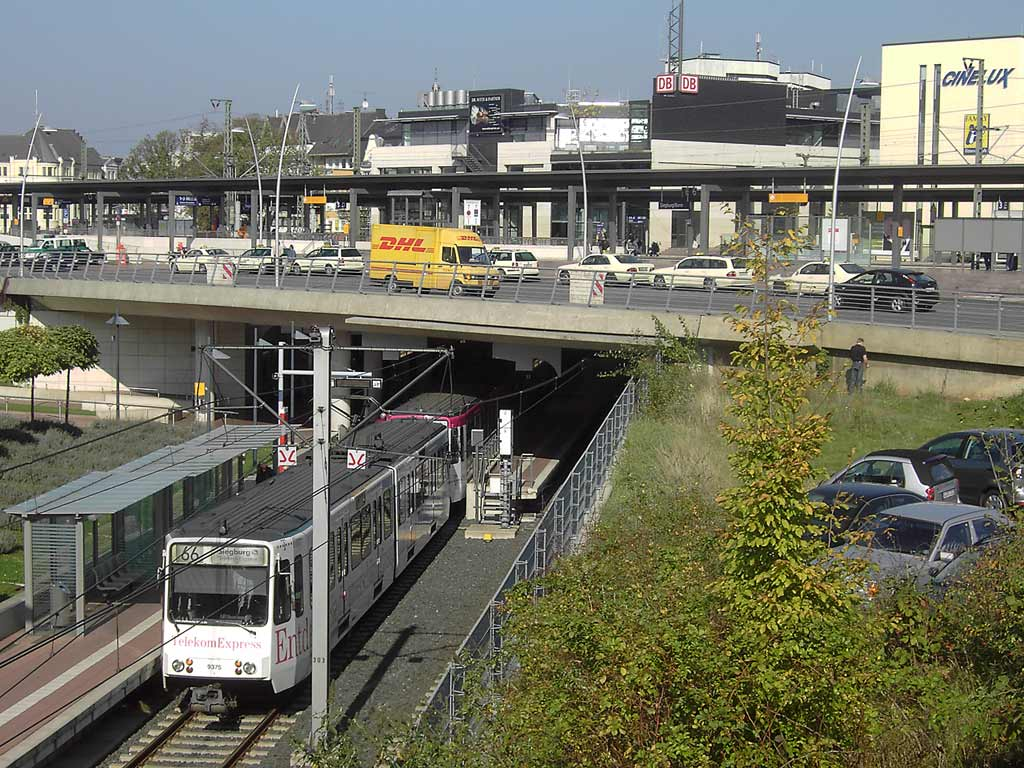
ジークブルク駅

ジークブルク（Siegburg）はドイツ連邦共和国の都市。ノルトライン＝ヴェストファーレン州に属する。人口は約4万1千人（2005年）。

## 地勢・産業
ライン川の支流であるジーク川沿いに位置している。近隣にボン（南西約10キロ）、ケルン（北西約25キロ）といった大都市があり、両都市に対する衛星都市としての性格を有する。中世以来、製陶の伝統があるほか、諸産業が発展している。ケルン・ボン国際空港にも10キロ程度。

## 交通
2000年にケルンとフランクフルト・アム・マインを直通するICE専用の新路線が開通すると、ジークブルクにもICEの新駅（ジークブルク・ボン駅）が設置されることになった。ここからボン・シュタットバーンでボンの中心部にまで行くことができるため、主要都市を結ぶ結節点としての役割が一層強まることになった。

## 姉妹都市
- ノジャン・シュル・マルヌ、フランス
- グアルダ、ポルトガル
- ボレスワヴィェツ（英語版）、ポーランド
- セルチュク、トルコ
- オレスティアダ（英語版）、ギリシャ

## 交流都市
- 秋田県湯沢市、日本

## 引用
1. ↑  Bevölkerung der Gemeinden Nordrhein-Westfalens am 31. Dezember 2023 – Fortschreibung des Bevölkerungsstandes auf Basis des Zensus vom 9. Mai 2011